# Hemichaena
Hemichaena é um género botânico pertencente à família Phrymaceae.

## Espécies
- Hemichaena coulteri
- Hemichaena fruticosa
- Hemichaena levigata
- Hemichaena rugosa
- Hemichaena spinulosa